# Balsa de piedra pómez
Una balsa de piedra pómez es una balsa flotante de piedra pómez creada por algunas erupciones de volcanes submarinos o volcanes subaéreos costeros.
Las balsas de piedra pómez poseen características únicas, como la mayor relación superficie-volumen conocida para cualquier tipo de roca, flotabilidad y varamiento a largo plazo en la zona de mareas, exposición a diversas condiciones, incluida la deshidratación, y la capacidad de absorber numerosos elementos/compuestos potencialmente beneficiosos. Al menos por estas razones, los astrobiólogos han propuesto las balsas de piedra pómez como un posible sustrato ideal para el origen de la vida.
Los biólogos han sugerido que los animales y las plantas han migrado de una isla a otra en balsas de piedra pómez.

## Ejemplos notables
La isla Sandy, una isla inexistente cerca de Nueva Caledonia, fue reportada en 1876 por el ballenero Velocity y posteriormente incluida en algunos mapas hasta bien entrado el siglo XX. Según un equipo de científicos de la Universidad de Sídney, es posible que este informe falso se debiera a que el Velocity confundiera balsas de piedra pómez con tierra firme.

### SigloXXen adelante
En 1979 y 1984, las balsas de piedra pómez llegaron a Fiyi a causa de las erupciones ocurridas alrededor de Tonga, y se dice que algunas tenían un ancho de 30 kilómetros.

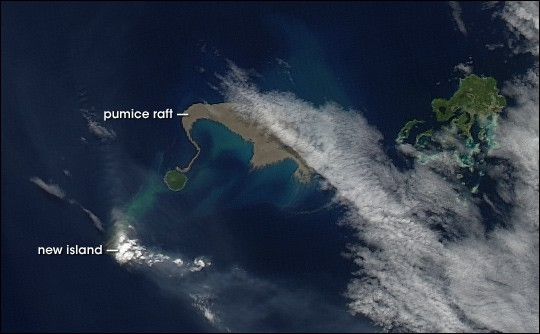
Imagen de satélite de una balsa de piedra pómez cerca de Vavaʻu, Tonga, en agosto de 2006.

La actividad volcánica en el Pacífico Sur, cerca de Tonga, el 12 de agosto de 2006, provocó la aparición de una nueva isla. La tripulación del Maiken, un yate que había zarpado del archipiélago de Vava'u, al norte de Tonga, en agosto, informó haber visto vetas de piedra pómez ligera y porosa flotando en el agua, y luego haber «navegado hacia un vasto cinturón de piedra pómez densamente compacta, de muchos kilómetros de ancho». Posteriormente, presenciaron cómo la efímera isla conocida como «Home Reef» emergía a la superficie. 
Una balsa de piedra pómez muy grande apareció cerca de Nueva Zelanda en agosto de 2012. Se informó de que se extendía en un área de 480 kilómetros de largo y unos 50 kilómetros de ancho, con bloques de piedra pómez que sobresalían hasta 60 centímetros por encima de la superficie del océano.  El 10 de agosto de 2012, la balsa con un área estimada de 26.000 kilómetros cuadrados fue observada cerca de la isla Raoul, al noreste de Nueva Zelanda, por la Marina Real de Nueva Zelanda. Una posible fuente de la piedra pómez fue la erupción de julio de 2012 del monte submarino Havre, en las islas Kermadec, al norte de Nueva Zelanda.
En agosto de 2019, se descubrió una gran balsa flotante de piedra pómez de 150 kilómetros cuadrados en el océano Pacífico tropical, cerca de la isla Late, en el Reino de Tonga. Los marineros describieron una «mancha de escombros compuesta por rocas del tamaño de canicas y pelotas de baloncesto, de modo que el agua no era visible», así como un olor a azufre.